# بينيت سميث
بينيت سميث هو سياسي كندي، ولد في 29 نوفمبر 1808، وتوفي في 1888. حزبياً، نشط في الحزب الليبرالي في نوفا سكوشا ‏.